# Tivolski ribnik
Tivolski ribnik je ljubljanski mestni ribnik, ki se nahaja v južnem delu parka Tivoli. Mestna občina ga je uredila leta 1880 in ga sprva dala v upravljanje drsalnemu društvu Laibacher Eislaufverein. Po letu 1906 je z njim upravljalo mesto samo. V poletnih mesecih je bilo na njem organizirano čolnarjenje, v zimskem pa je bilo urejeno drsališče. Ob bajerju je stala čolnarna in več pavilijonov, urejena je bila tudi okolica ribnika, v katerega so naselili okrasne ribe. Po 2. svetovni vojni je čolnarna propadla, danes pa je na njenem mestu zgrajen objekt, v katerem je slaščičarna.